# Ochthebius mimicus
Ochthebius mimicus är en skalbaggsart som beskrevs av Brown 1933. Ochthebius mimicus ingår i släktet Ochthebius och familjen vattenbrynsbaggar. Inga underarter finns listade i Catalogue of Life.